# Janskij
Janskij (in lingua russa Янский) è un centro abitato dell'Oblast' di Magadan, situato nell'Ol'skij rajon.